# Pandemia de COVID-19 en Macedonia del Norte
La Pandemia de COVID-19 en Macedonia del Norte es parte de la pandemia mundial en curso de la enfermedad por coronavirus 2019 (COVID-19) causada por el síndrome respiratorio agudo severo coronavirus 2 (SARS-CoV-2). Se confirmó que el virus llegó a Macedonia del Norte en febrero de 2020. El contagio inicial en el país se relacionó principalmente con la pandemia de COVID-19 en Italia, ya que hay alrededor de 70 000 residentes de Italia de Macedonia del Norte y resultó en que muchas personas regresaran a Macedonia del Norte, trayendo consigo el virus. Hasta el 9 de julio, se han confirmado más de 7.000 casos en el país, debido a su segunda ola provocada por las reuniones familiares durante Eid al-Fitr entre la minoría musulmana y la reapertura general del país para organizar las elecciones parlamentarias.

## Gestión

### Respuesta del gobierno y controversias
Las medidas preparatorias contra un posible brote comenzaron a fines de enero de 2020. Las medidas nacionales contra la pandemia están dirigidas por el ministro de Salud, Venko Filipče, y la Comisión de Enfermedades Infecciosas. Filipče declaró que el estado ha hecho preparativos para lidiar con el virus si aparece en Macedonia del Norte. Dijo que se han hecho los preparativos en cuanto a personal, infraestructura, equipamiento, lugares para hospitalización de pacientes, y que el país está preparado para el virus. Además de todo eso, la respuesta del Gobierno ha sido criticada como ilógica en varias ocasiones por la población. Una de las decisiones más controvertidas estuvo relacionada con un toque de queda local en el área de Skopje que provocó un éxodo masivo hacia ciudades más pequeñas. Otro fue la decisión del Gobierno de otorgar bonos de viaje a los ciudadanos; Se cree que eso causó una segunda ola en Ohrid, principalmente debido a la no aplicación de las reglas de distanciamiento social y una afluencia masiva de turistas nacionales. En general, la gente se mostró pesimista sobre las conductas del Gobierno. Se realizó una encuesta de opinión pública; El 44% de los encuestados había estimado que el país se estaba moviendo en la dirección equivocada.